# ㅗ
ㅗ (reviderad romanisering: o, hangul: 오) är den nittonde bokstaven i det koreanska alfabetet. Den är en av tio grundvokaler.